# Памятник Тарасу Шевченко (Мелитополь)
Памятник Тарасу Шевченко (укр. Пам'ятник Тарасові Шевченку) был установлен в Мелитополе на площади Победы. Гранитный монумент изображал поэта в полный рост с книгой в руке.
Возведение памятника Шевченко в Мелитополе планировалось с 2006 года, хотя планируемое место установки памятника многократно пересматривалось. К 2010 года была завершена скульптура, в 2010—2011 годах построен постамент, и в 2011 году памятник был открыт.
У памятника традиционно проводились украинские патриотические и националистические митинги. Дважды памятник становился жертвой вандалов. В 2023 году, во время российской оккупации города, памятник был демонтирован, его нынешнее местоположение неизвестно.

## Описание
Памятник изображает Тараса Шевченко в полный рост. Высота скульптуры 2,2 метра. Поэт изображён в движении, с книгой в руке. Памятник выполнен из светло-коричневого гранита с Токовского месторождения Днепропетровской области. Скульптура выполнена коростышевским мастером Виталием Рожиком.
Постамент памятника облицован плитами полированного красного гранита. Цветовые элементы дорожки возле памятника выполнены по орнаментам украинской вышиванки. Ежегодно работники «Зеленстроя» устраивают вокруг постамента разноцветные цветочные клумбы.

## История

### Подготовка к строительству
Хотя установка памятника Шевченко в Мелитополе обсуждалась с 2006 года, первые 4 года заняли выбор места, сбор средств и изготовление скульптуры.
Планируемое место установки памятника менялось несколько раз. В 2006 году городская власть дала разрешение на установку памятника у здания технической школы на проспекте 50-летия Победы. В 2008 рассматривались три варианта места установки памятника: на проспекте 50-летия Победы в районе кинотеатра «Победа», в начале проспекта Богдана Хмельницкого у Межевого камня и на площади Победы. В 2010 году к рассматриваемым местам добавились бульвар 30-летия Победы, сквер по улице Ломоносова (в районе магазина «Товары для дома»), площадка перед главным корпусом ТГАТУ и зелёная зона возле технической школы на проспекте 50-летия Победы. Управление архитектуры и градостроительства организовало опрос мелитопольцев, несколько раз выбор места установки памятника обсуждался на градостроительном совете, специальная комиссия примеряла макет памятника к конкретным местам.
В конце концов, было выбрано место на площади Победы. Начальник управления архитектуры Наталья Фещенко объяснила этот выбор пространственным объёмом на площади, хорошо подходящим под небольшой размер памятника, и большим потоком людей через площадь.
В 2008 году начался сбор средств на строительство памятника.
Деньги на памятник пожертвовали городской голова Дмитрий Сычёв, его заместители, Мелитопольское отделение Малой академии наук, кукольный театр гимназии № 5, вечерняя школа, астраханская школа.

### Установка
В феврале 2010 скульптура Тараса Шевченко работы Виталия Рожика была доставлена из Коростышева в Мелитополь.
В 2010 была реконструирована часть площади Победы, на которой было решено установить памятник: были установлены новые скамейки и урны, заменена тротуарная плитка, отремонтировано освещение. Ступени постамента были изготовлены осенью 2010 года, основная часть постамента — весной 2011.
Плиты полированного красного гранита общим весом 8,8 т, использованные для облицовки постамента, были доставлены с камнеобрабатывающего завода «Омфал» (город Шахтёрск) благодаря спонсорской помощи ОАО «Мелавтотранс».
Памятник был открыт в воскресенье, 22 мая 2011 года, в день 150-й годовщины перезахоронения Тараса Шевченко на Чернечей горе в Каневе.

### Вандализм
В феврале 2014 года памятник дважды забрасывали яйцами. В ночь на 8 марта скульптуре была отбита часть носа. Двое подозреваемых были задержаны милицией. Лидер городской организации ВО «Свобода» Алексей Ревенок пояснил акт вандализма тем, что «у некоторых мелитопольцев Тарас Шевченко ассоциируется с образом бандеровца». Эти акты вандализма над памятником Шевченко происходили в примерно то же время, когда нападениям вандалов подвергались мелитопольские памятники Ленину и обсуждался вопрос об их сносе. В частности, памятнику Ленина в мелитопольском парке Горького четырьмя месяцами ранее также был отбит нос. Ко дню города отбитый нос восстановили.

### Демонтаж
В 2023 году, во время российской оккупации, памятник был демонтирован, а на месте памятника установили стелу «Город воинской славы». По утверждению российского оккупационного губернатора Запорожской области Евгения Балицкого, памятник планировалось перенести в менее заметное место. По заявлению украинского движения сопротивления «Зла Мавка», местоположение памятника после демонтажа неизвестно, по открытым источникам его следы не находятся.

## Значение

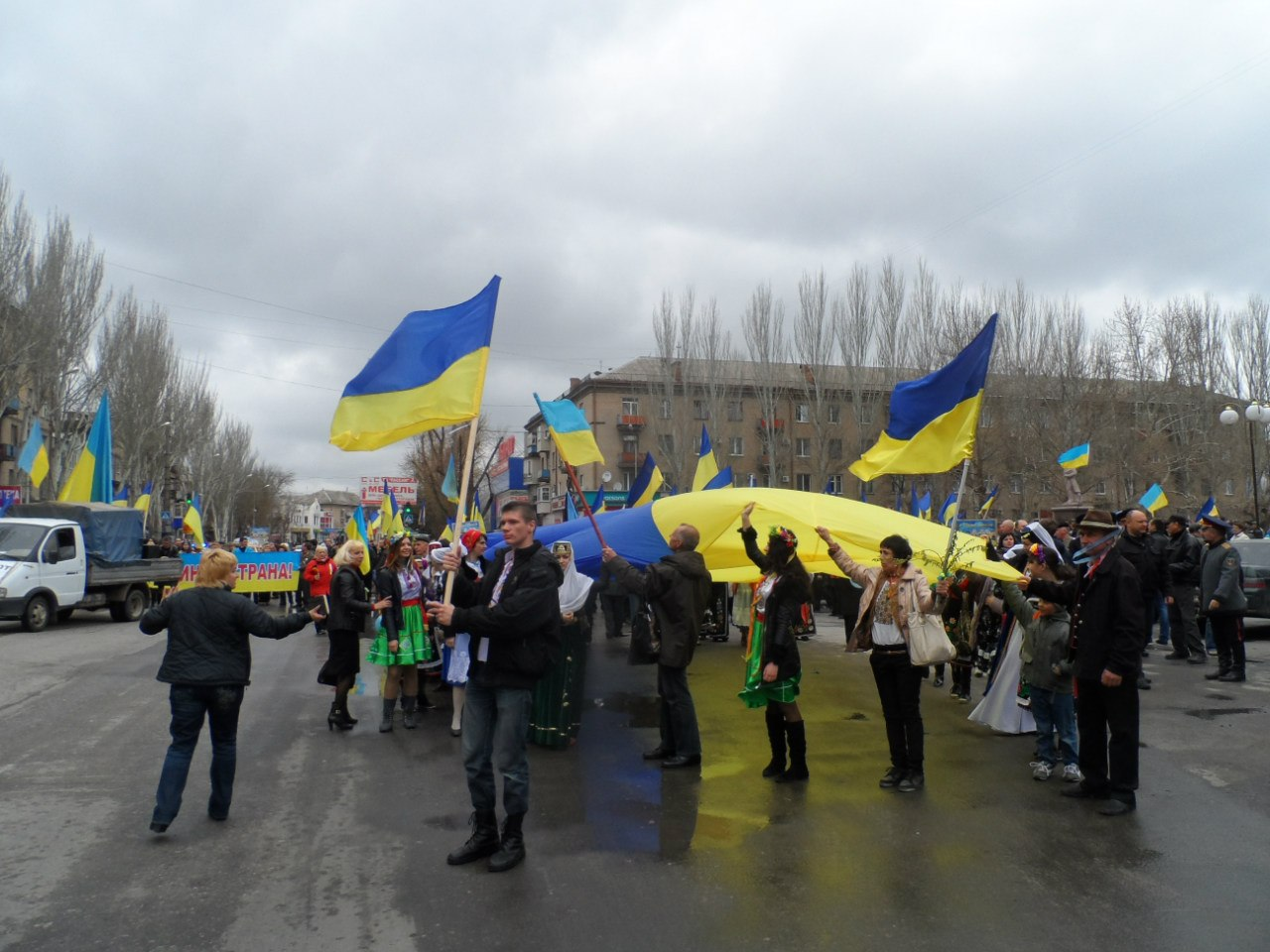
Митинг возле памятника в 2014 году

У памятника ежегодно 9 марта праздновался день рожденья Тараса Шевченко. Памятник являлся и традиционным местом митингов мелитопольских националистов. Также у памятника проводились торжества в праздники, связанные с украинской государственностью.
Памятник был традиционным местом сбора мелитопольских сторонников Евромайдана и единства Украины.